# Persone di nome Joel/Calciatori
| Questa pagina contiene informazioni ricavate automaticamente dalle voci biografiche con l'ausilio del template Bio e di un bot. L'aggiornamento è periodico e automatico e ricostruisce completamente la pagina. Se manca una persona in questa lista, sei pregato di non aggiungerla, ma accertati piuttosto che la sua voce biografica contenga il template Bio e che i dati anagrafici siano correttamente compilati. Se il template Bio manca, inseriscilo tu stesso o, in alternativa, metti l'avviso {{tmp\|Bio}} che ne segnala la mancanza. Se i dati riportati sono sbagliati, correggi direttamente la voce biografica; le modifiche saranno visibili in questa lista entro pochi giorni. Per chiarimenti vedi il progetto antroponimi. La lista contiene solo le 67 persone che sono citate nell'enciclopedia e per le quali è stato implementato correttamente il template Bio. Pagina aggiornata al 22 lug 2025. |

Questa è una lista di persone presenti nell'enciclopedia che hanno il nome Joel e sono calciatori.

## A(5)
- Joel Abu Hanna, calciatore tedesco (Troisdorf, n. 1998)
- Joel Acosta, ex calciatore argentino (Villa Gobernador Gálvez, n. 1991)
- Joel Allansson, calciatore svedese (n. 1992)
- Joel Apezteguía, calciatore cubano (L'Avana, n. 1983)
- Joel Asoro, calciatore svedese (Stoccolma, n. 1999)

## B(5)
- Joel Bagan, calciatore irlandese (Basingstoke, n. 2001)
- Joël Beya, calciatore congolese (Repubblica Democratica del Congo) (Lubumbashi, n. 1999)
- Joel Burgos, calciatore portoricano (n. 1999)
- Joel Burgueño, calciatore uruguaiano (Montevideo, n. 1988)
- Joel Bwalya, ex calciatore zambiano (n. 1972)

## C(4)
- Joel Campbell, calciatore costaricano (San José, n. 1992)
- Joel Pereira, calciatore svizzero (Le Locle, n. 1996)
- Joel Chianese, calciatore australiano (Sydney, n. 1990)
- Joel Camargo, calciatore brasiliano (Santos, n. 1946 - Santos, † 2014)

## E(2)
- Joel Enarsson, calciatore svedese (Karlshamn, n. 1993)
- Joel Estay, ex calciatore cileno (Cabildo, n. 1978)

## F(5)
- Joel Fahie, calciatore anglo-verginiano (n. 1988)
- Joel Fameyeh, calciatore ghanese (Kumasi, n. 1997)
- Joel Felix, calciatore santaluciano (St. Marteen, n. 1998)
- Joel Fernández, calciatore boliviano (n. 1999)
- Joel Chima Fujita, calciatore giapponese (Tokyo, n. 2002)

## G(4)
- Joel Godoy, calciatore argentino (Buenos Aires, n. 2005)
- Joel Grant, ex calciatore inglese (Londra, n. 1987)
- Joel Graterol, calciatore venezuelano (Valencia, n. 1997)
- Joel Griffiths, ex calciatore australiano (Sydney, n. 1979)

## H(1)
- Joel Huiqui, ex calciatore messicano (Los Mochis, n. 1983)

## I(2)
- Joel Ideho, calciatore olandese (Tilburg, n. 2003)
- Joel Indermitte, ex calciatore estone (n. 1992)

## J(2)
- Joel Johnson, calciatore spagnolo (Torrent, n. 1992)
- Joel Jorquera, calciatore spagnolo (Castelldefels, n. 2000)

## K(3)
- Joel Ngandu Kayamba, calciatore congolese (Repubblica Democratica del Congo) (Kinshasa, n. 1992)
- Joel King, calciatore australiano (Figtree, n. 2000)
- Joel Konofilia, ex calciatore salomonese (n. 1977)

## L(4)
- Joel Lew, calciatore uruguaiano (Montevideo, n. 1998)
- Joel Lupahla, ex calciatore zimbabwese (Bulawayo, n. 1977)
- Joel Lynch, calciatore gallese (Eastbourne, n. 1987)
- Joel López, calciatore argentino (Rosario, n. 1997)

## M(6)
- Joel Antônio Martins, calciatore brasiliano (Rio de Janeiro, n. 1931 - Rio de Janeiro, † 2003)
- Joel Mattsson, ex calciatore finlandese (Mariehamn, n. 1999)
- Jobi McAnuff, ex calciatore giamaicano (Londra, n. 1981)
- Joel Mero, ex calciatore finlandese (Lahti, n. 1995)
- Joel Mogorosi, ex calciatore botswano (Kanye, n. 1984)
- Joel Mugisha Mvuka, calciatore norvegese (Bergen, n. 2002)

## N(1)
- Joel Nouble, calciatore inglese (Deptford, n. 1996)

## O(3)
- Joel Obi, calciatore nigeriano (Lagos, n. 1991)
- Joel Ordóñez, calciatore ecuadoriano (Guayaquil, n. 2004)
- Joel Silva, calciatore portoghese (Porto, n. 2003)

## P(3)
- Joel Neves, calciatore saotomense (São Tomé, n. 1996)
- Joel Perovuo, ex calciatore finlandese (Espoo, n. 1985)
- Joel Pohjanpalo, calciatore finlandese (Helsinki, n. 1994)

## Q(1)
- Joel Quintero, calciatore ecuadoriano (Guayaquil, n. 1998)

## R(3)
- Joel Reyes, ex calciatore cileno (Peñaflor, n. 1972)
- Joel Robles, calciatore spagnolo (Getafe, n. 1990)
- Joel Roca, calciatore spagnolo (Camprodon, n. 2005)

## S(7)
- Joel Ferreira, calciatore portoghese (Paços de Ferreira, n. 1992)
- Joel Sánchez, calciatore peruviano (Distretto di Santa Rita de Siguas, n. 1989)
- Joel Senior, ex calciatore giamaicano (Kingston, n. 1987)
- Joel Serrano, calciatore portoricano (Arecibo, n. 1999)
- Joel Solanilla, calciatore panamense (Panama, n. 1983)
- Joel Soto, ex calciatore cileno (Valparaíso, n. 1962)
- Joel Soñora, calciatore statunitense (Dallas, n. 1996)

## U(1)
- Joel Untersee, ex calciatore sudafricano (Johannesburg, n. 1994)

## V(2)
- Joel Vieira Pereira, calciatore portoghese (Vila Nova de Gaia, n. 1996)
- Joel Voelkerling Persson, calciatore svedese (Dalköpinge, n. 2003)

## W(2)
- Joel Ward, calciatore inglese (Emsworth, n. 1989)
- Joel Waterman, calciatore canadese (Langley, n. 1996)

## Z(1)
- Joel Zayas, ex calciatore paraguaiano (Asunción, n. 1977)